# 343

## Събития
През есента на 343 г. е замислено да се проведе т.нар. Сердикийски църковен събор. Всъщност се провеждат два паралелни събора като втория е контрасъбор, наречен Филипополски. Решенията на двата събора биват взаимно анатемосани.

## Починали
- 6 декември – Николай Мирликийски, източноримски духовник.